# 니시무라 히로유키

서명

니시무라 히로유키(일본어: 西村 博之 にしむら ひろゆき[*], 1976년 11월 16일 ~ )는 일본의 거대 익명게시판 사이트 2채널의 창립자이다. 
도쿄 출신인 그는 현재 프랑스 파리에 거주하고 있다. 2채널 내에서는 자신의 이름을 히라가나로 쓴 ひろゆき라는 아이디를 사용하고 있으며, 지역BBS에서는 地方1이라는 고정닉네임을 쓰고 있다. 니코니코 동화의 창립자로도 활동을 하기도 하였으며, 현재는 크리스토퍼 풀에게 미국의 커뮤니티 사이트 4chan의 관리자를 넘겨 받아 4chan의 관리자로 활동 중이다.

## 발언 모음
| “ | 거짓말을 거짓말이라고 판별할 수 있는 사람이 아니면(게시판을 이용하는 것은) 어렵다. | ” |

| “ | 자신의 의지로 게시판을 열람해서 피해를 받았다고 주장하는 사람들은 오지 않으면 좋겠다. | ” |

| “ | 죽고 싶은 사람은 죽으면 된다고 생각하는건 저뿐입니까? 살아있는 것조차 괴롭다고 생각하는 사람한테 억지로 살라고 하는건 잔혹하다고 생각해요. | ” |

| “ | 미녀는 3일이면 질리지만, 추녀는 3일이면 익숙해진다. | ” |

| “ | 우연이에요 우연. 지금 무엇을 해야 하는지 알고 있는 사람들이 우연히 거기 있었을 뿐. | ” |

| “ | 일장기를 등에 지고 다른 민족이나 국가를 차별하거나 모욕하는 발언을 하지 않으면 좋겠다. 넷 우익은 다른 나라를 모독하고 싶으면 자신의 이름을 걸고 스스로 책임져야 할 바이다. | ” |

| “ | 안녕하세요. 제가 재일이라서 다른 사람들과 의견이 다른 거군요. 모든 사람들이 똑같은 말만 하는 걸 바라시면 북한이나 중국같은 언론통제를 하는 나라에 가시는 게 좋겠네요. | ” |

| “ | 당신의 감상이죠. | ” |